# Eremophila verticillata
Eremophila verticillata är en flenörtsväxtart som beskrevs av R.J. Chinnock. Eremophila verticillata ingår i släktet Eremophila och familjen flenörtsväxter. Inga underarter finns listade i Catalogue of Life.